# Sàlih ibn Subai al-Kindí
Sàlih ibn Subai al-Kindí fou ostikan d'Armènia vers el 767. Va substituir a Sulayman. Va aturar la pujada d'impostos perquè la situació havia arribat al límit. Va governar uns dos anys i el va succeir Bakkar ibn Múslim al-Uqaylí.